# 斎藤あみり
斎藤 あみり（さいとう あみり、1999年3月8日 - ）は、日本のAV女優。

## 略歴
秋葉原の老舗メイドカフェ勤務を経て、2019年9月20日「日本一エッチなさいとうさん」のキャッチフレーズでプレステージ専属女優としてAVデビュー。印象的なキャッチコピーは「トレンディエンジェルかよ」と周囲からいじられたという。
2021年11月よりアイデアポケットへ専属移籍。
2022年6月より、メーカー専属を離れ、企画単体女優に転向。
2023年5月に発表されたアサヒ芸能「2023現役AV女優SEXY総選挙」第38位。
2023年10月23日週FANZA通販フロアランキングにて、『限界突破! 媚薬で意識がぶっ飛ぶほどイカされまくる最高潮キメセクFUCK 斎藤あみり』（MAXING）が初登場9位を記録。
2023年12月4日週FANZA動画フロアランキングにて、『入り浸りギャルにま○こ使わせて貰う話 実写版 同人売上15万部突破! FANZA同人ランキング3冠達成! 空前の大ヒット作品を実写化! 斎藤あみり』（MOODYZ）が初登場8位を記録。
2024年3月11日週FANZA動画フロアランキングにて、『入り浸りギャルにま○こ使わせて貰う話 実写版 同人売上15万部突破! FANZA同人ランキング3冠達成! 空前の大ヒット作品を実写化! 斎藤あみり』（MOODYZ）が2位を記録した後、3月18日週FANZA動画フロアランキングで1位に上昇した。また3月18日週FANZAレンタルフロアランキングで5位に浮上後、4月1日週FANZAレンタルフロアランキングで1位を記録。4月8日週の同ランキングでも2位にランクインした。
2024年4月発売『アサヒ芸能』発表「2024現役AV女優セクシー総選挙」において総合42位となる。
FANZAレンタルフロア2024年5月度月間AV女優ランキングにおいて第8位にランクイン。
2024年8月5日週FANZA動画フロアランキングにて、前述の出演作『入り浸りギャルにま○こ使わせて貰う話 実写版～』が1位に再浮上した。
同年11月11日週FANZA通販フロアにて、『やることなすこと完全合意の即ハメおねだりメイド 斎藤あみり』が初登場5位にランクイン。
2025年3月9日、SNSにて同年12月いっぱいでの引退を発表。
2025年4月28日週FANZA動画フロアランキングにて『留年回避のため… WギャルJ系の淫語ハァハァ囁き奪い合いハーレムで15発ブッコ抜かれたボク。』（痴女ヘブン）が5位まで浮上。3位に『入り浸りギャルにま○こ使わせて貰う話 実写版～』（MOODYZ）が再びランクイン。また7月28日週FANZA動画フロアランキングにて、『入り浸りギャル』が9位に再浮上した。

## 人物
- AVデビューのきっかけは『AV女優＝かわいい!』と思ったから。本人曰く『デビューの提案を受けた時あっさり決めた』との事。小倉由菜のファンで、あこがれを抱いていた[19]。
- 趣味は2次元、メイク、美容、女性アイドル鑑賞。好きな食べ物は辛い物、和食、フルーツ。
- ファンの名称は【あみ党】。
- 女性ファンや若い層のファンが多い。
- AV女優としての抱負は「売れたい」[20]。
- AVライターの東風克智は「フェラが基本的にノーハンドであるなどSEXのポテンシャルが高い」と評している[21]。
- AV男優の鮫島健介は斎藤の足コキバリエーションを評価しており、爪先による亀頭こすり、親指と人差し指の間でのしごき、両足土踏まずでの挟みなど、「変幻自在」「何度でも味わいたい」と論評している[22]。

## 作品

### アダルトビデオ
- 新人 プレステージ専属デビュー 美女神、爆誕。（日本一エッチなさいとうさん）斎藤あみり（9月20日、プレステージ）
- スポコス汗だくSEX4本番! 体育会系・斎藤あみり act.24 極まるスポーツウェアフェチズム（10月25日、プレステージ）
- 斎藤あみりがご奉仕しちゃう超最新やみつきエステ 47 お客様の欲望で凝り固まったアソコを極上リフレッシュ!!（11月29日、プレステージ）
- 新・絶対的美少女、お貸しします。 94 斎藤あみり（AV女優）19歳。（12月27日、プレステージ）

- 斎藤あみりのの極上筆おろし 33 Fカップ美少女が親ほど年の離れた童貞とセックス（1月31日、プレステージ）
- 天然成分由来 斎藤あみり汁 120％ 64 「カワイイ」SEX卒業します。「淫獣」覚醒の瞬間を見逃すな!! 斎藤 あみり（2月28日、プレステージ）
- 超! 透け透けスケベ学園 CLASS 08 美しい裸身が透き通る、透けフェチ特濃SEX! 斎藤あみり（3月27日、プレステージ）
- 彼女のお姉さんは、誘惑ヤリたがり娘。 23 彼女の家に遊びに行ったらお姉さんに迫られイケナイ関係に… 斎藤あみり（4月17日、プレステージ）
- 本番オーケー!? 噂の裏ピンサロ 15 AV界随一のもっちりBODYを味わい尽くせ! 斎藤あみり（5月22日、プレステージ）
- 女子マネージャーは、僕達の性処理ペット。 037 斎藤あみり（6月19日、プレステージ）
- 働く痴女系お姉さん vol.12 働く斎藤あみりの5シチュエーション（8月7日、プレステージ）
- 斎藤あみり なまなかだし 36 パーフェクトボディへぶち込む特濃9連発!!（9月4日、プレステージ）
- 斎藤あみり 8時間 BEST PRESTIGE PREMIUM TREASURE vol.01 全6作品＋未公開映像で「斎藤あみり」の軌跡をたどる永久保存盤!!（9月11日、プレステージ）※単体ベスト
- 人生初・トランス状態 激イキ絶頂セックス 53 今ドキ美少女の隠された本能を呼び覚ます。 斎藤あみり（10月9日、プレステージ）
- 小悪魔メイド斎藤あみりはみんなのセックス専用共有ま●こ 四号 ひとつのま●こを奪い合うエゴ全開の強欲SEX6発（11月13日、プレステージ）
- 風俗タワー 性感フルコース3時間SPECIAL ACT.33 もっちりパーフェクトボディ美少女が貴方の欲望を全て叶える185分!! 斎藤あみり（12月11日、プレステージ）

- エンドレスセックス ACT.13 入れ替わり立ち替わり179本番狂乱の宴 限界突破大乱交47Pノーカットぶっ続け132分!! 斎藤あみり（1月8日、プレステージ）
- 斎藤あみりの極上筆おろし 2nd 39 おま●こで絶対イかせる筆おろしセックス第2弾!（2月12日、プレステージ）
- 絶対的鉄板シチュエーション 21 斎藤あみりが贈るとてもHな4シチュエーション （3月12日、プレステージ）
- 絶対的下から目線 おもてなし庵 従順小町 斎藤あみり 19（4月9日、プレステージ）
- ひたすら生でハメまくる、終らない中出し性交。 体内射精21連発 斎藤あみり（5月14日、プレステージ）
- アオハル 制服美少女と完全主観で過ごす性春3SEX。 #05 エッチで甘酸っぱい青春グラフィティを全てあなた視点で体験する155分 斎藤あみり（6月11日、プレステージ）
- 斎藤あみり 8時間 BEST PRESTIGE PREMIUM TREASURE vol.02（6月25日、プレステージ）※単体ベスト
- からかい上手の斎藤さん。（7月9日、プレステージ）
- スプラッシュあみり（8月13日、プレステージ）
- 「もう中に出さないで!!」 ぶっちぎりの追撃弾丸中出しピストン4本番 衝撃10発中出し!! 斎藤あみり（11月9日、アイデアポケット）
- キレイなお姉さんと交わすヨダレだらだらツバだくだく濃厚な接吻と中出しセックス 斎藤あみり（12月14日、アイデアポケット）

- 形勢逆転! 即尺デリヘル呼んだら、会社の生意気な女上司だった。 斎藤あみり（2月8日、アイデアポケット）
- 死ぬほど気持ち悪い上司のデカチンに何度もイカされる屈辱レ×プ 変態上司にザーメンマーキングされた斎藤あみり（3月8日、アイデアポケット）
- 「彼女がすぐ近くにいるのに…」彼女の小悪魔お姉さんの甘声淫語と乳首責めに完敗して浮気中出し 斎藤あみり（4月12日、アイデアポケット）
- マッチングした美女は… ≪超人気!≫SNSフォロワー10万人! 性欲溢れる即効型の発情AVインフルエンサーだった。 あみりさん（5月3日、ナンパJAPAN）
- 裸族の姉が逆バニーになって僕を誘惑。 女として全く意識してなかった筈なのに… 僕は我慢出来ずに夢中で何度も射精しまくった。 斎藤あみり（6月7日、BeFree）
- ヤリマンギャルにハードピストン強要されたボク 腰を振りまくってイキまくっているのにまたピストンを求めてくる!! 斎藤あみり（6月21日、kira☆kira）
- このギャル、俺の乳首係り 斎藤あみり（7月1日、ドリームチケット）
- 小悪魔挑発美少女 斎藤あみり（7月5日、MARRION）
- 俺の愛する妻は、数年前にパパ活で父親に調教された中古の肉便器だった 斎藤あみり（8月2日、ミセスの素顔/エマニエル）
- 素人娘の全裸図鑑 25  今時の女の子12名が恥らいながら脱衣していく様子をじっくり撮影した、変態紳士のためのヘアヌードコレクション（8月9日、かぐや姫Pt/妄想族）
- 「生徒に手を出すなんて教師失格だね。これ以上はダメ… わたし本気になっちゃう…」 年齢差や立場を超え時間を忘れて愛し合ってしまった女教師と生徒。（8月23日、Hunter）
- 大学のサークルで俺らの事をパシリ扱いするビッチをレイプしたら、意外と簡単に言う事聞いてくれたので肉オナホにしてやったwww 斎藤あみり（9月6日、アタッカーズ）
- 近寄りがたい程の美女なのに…言い寄ってくる男と言われるがままにセックスしてしまう超天然オナペット 斎藤あみり（9月6日、グローリークエスト）
- 都会育ちの親父の再婚相手に誘惑され… 濃厚な接吻と激しく絡み合う高級ランジェリー美妻 斎藤あみり（9月9日、人妻花園劇場）
- 顔出し解禁!! マジックミラー便 真夏の素人ビキニ女子 初めてのオイル素股マッサージ編 総勢16人全員SEXスペシャル! ギンギンに勃起したち○ぽを赤面まんコキ! 恥じらいながらも濡れてしまった敏感オマ○コにヌルっと挿入で激イキ絶頂!! 2枚組10時間!!（9月20日、DEEP'S）
- 制服リフレ 裏オプしちゃいますか? 斎藤あみり（10月5日、プラネットプラス）
- 小悪魔系痴女・斎藤あみりの「M男くん・私とSEXしませんか?」…逆ナンパ痴女SEX（10月11日、セレブの友）
- 愛欲溢れる濃密レズビアン同棲生活 ～巨乳に埋もれキスに溺れる求愛オーガズム性交～ 小花のん 斎藤あみり（10月11日、ビビアン）
- 都合のいいタダマン オヤジ大好き欲求不満ビッチと朝までナマでパコパコ 12 あみり（10月18日、kira☆kira）
- 朝起きたら部屋に下着姿のギャルが! いつも生意気で悪態ばかりついてくるのに、甘えてきたので… 斎藤あみり（10月25日、ROYAL）
- 僕を誘惑する隣のボディコンギャル奥様 斎藤あみり（11月8日、セレブの友）
- 「私で練習してみれば？失敗しても怒らないから…」 童貞のボクが普段は超厳しい母親代わりのお姉ちゃんとまさかのSEX練習! 当然連続失敗中出しでお姉ちゃんのマ○コは精子まみれ!!（11月8日、Hunter）
- ノーハンドフェラは奴隷の証! 6 手を使わずにフェラチオする12人の素人娘（12月13日、かぐや姫Pt/妄想族）
- クリトリス吸引バイブオナニー 4（11月15日、グローリークエスト）
- 派遣マッサージ師にきわどい秘部を触られすぎて、快楽に耐え切れず寝取られました。 斎藤あみり（11月22日、ダスッ!）
- 僕の彼女は斎藤あみり（12月5日、プラネットプラス）

- おま●この形状まるわかり! 薄いパンツの上からマン汁ぬるぬる透けオナニー 9（1月3日、かぐや姫Pt/妄想族）
- 斎藤あみり × ボンテージQUEEN（1月16日、MAXING）
- 心底嫌いな色ボケじじい社長に粘着セクハラされ続ける美人秘書 斎藤あみり（1月17日、グローリークエスト）
- 新しい義父は出禁キモオタ!? 子宮推しまくり絶望粘着中出しでセックス沼に堕ちた真面目ギャルアイドル 斎藤あみり（1月24日、ダスッ!）
- この小悪魔系ギャル美人が潮吹きながら乱れる姿見たくないですか? 斎藤あみり（2月7日、S-Cute）
- 家の中に潜むメンヘラ愛人に嫉妬粘着され妻にバレるギリギリで何度もザーメン搾り取られた話 斎藤あみり（2月14日、アリスJAPAN）
- 僕の調教済み性処理人形お譲りします! 4 斎藤あみり（2月14日、セレブの友）
- 俺をムショ送りにした富豪の美人嫁に復讐レ×プで底辺遺伝子を種付けしてみたw 斎藤あみり（2月28日、ダスッ!）
- ～溢れる性衝動に溺れるオンナ～ セックス・ドンナ 斎藤あみり 激エロ・4SEX（2月28日、セレブの友）
- 絶対バレずに時間停止 9 斎藤あみり（3月1日、FS.KnightsVisual）
- ゴム破れても→生ハメ続行!! 性欲モンスター隣人妻の終わらない暴走イカレ騎乗位 何発も濃厚中出しをしまくった僕（童貞） 斎藤あみり（3月14日、ROYAL）
- 【個撮】どこでもフェラ 10  11人（3月14日、かぐや姫Pt/妄想族）
- 誘惑美尻先生 斎藤あみり（3月21日、グローリークエスト）
- マスク女子の卑猥なフェラチオ素人娘 3 12人（3月21日、かぐや姫Pt/妄想族）
- いつか目の前の貴女に想いが届くまで 木下ひまり 斎藤あみり（3月28日、ダスッ!）
- どこでもおしっこ! 素人娘の大放尿30人 スロー再生でじっくり鑑賞できるマニア向け映像 7（4月4日、かぐや姫Pt/妄想族）
- 究極のオナサポ! 主観命令オナニー! エロい身体で最高の射精に誘う厳選人気美女優15人!（4月25日、セレブの友）
- 絶対パンチラ! 挑発しながら絶対寸止めしてくる小悪魔ギャル 斎藤あみり（5月2日、MARRION）
- 一般男女モニタリングAV × マジックミラー便コラボ企画 ギャルはチ○ポを見るとすぐにまたがるという噂は本当か!? 3  令和ギャルがフル勃起したデカチ○ポを生挿入してヤバすぎる腰振り騎乗位で連続中出し! …では足りず全員追撃2SEX! 発射合計12発（5月2日、DEEP'S）
- 潜入捜査官 媚薬快楽堕ちに抵抗する気高き女 斎藤あみり（5月9日、ダスッ!）
- お触りヌキ無し 新敏感型メンズエステ ギャルママメンエス嬢の凄テクNTR連続中出し 裏メニューを隠し撮り（5月15日、ロータス）
- キモヲタ童貞とバカにしていたのに絶倫チ○ポと知った瞬間からデレデレしてくる幼馴染ギャルとの甘サド同居生活 斎藤あみり（6月6日、ワンズファクトリー）
- スレンダー色白ギャルの彼女が俺の親父に寝取られ種付けプレスされていた。 斎藤あみり（6月13日、ダスッ!）
- Red Dragon 斎藤あみり（6月13日、ゴールド/妄想族）
- 胡桃さくら 女の子と初めてエッチしちゃいました 胡桃さくらレズ解禁 胡桃さくら 斎藤あみり（6月13日、ビビアン）
- ハーレム中出し痴女エステで何度も何度も射精させられた僕 尾崎えりか 斎藤あみり 木下ひまり 香椎花乃（6月20日、MOODYZ）
- 勉強が手に付かなくなるほど、童貞を誘惑する家庭教師。 斎藤あみり（6月27日、ダスッ!）
- 僕を童貞とバカにする幼馴染J系ギャルのヤリマ●コへ即ズボ暴走ピストン抜かずの中出し! すると僕チンがドストライクすぎて甘えてチ●ポを抜いてくれない! 斎藤あみり（7月4日、MOODYZ）
- 陽キャGALは陰キャ男子が大好物!? 童貞食い3連続筆おろし痴女フェラを我慢出来たら中出しSEX 斎藤あみり（7月4日、ABC/妄想族）
- 白ギャル界最高傑作のAV女優斎藤あみりはエロ漫画みてオナニーするギャップ萌え地味オタクこう見えて超敏感ビクビクイクイク変態ちゃん（7月11日、ROOKIE）
- ふぇらかふぇ 常連確定じゅっぽり下品フェラで搾り取る小悪魔コンカフェ嬢 斎藤あみり（7月25日、ダスッ!）
- 毎日泊まりに来る彼氏持ちの女友達から無自覚に誘惑され、勇気を出せず生殺し状態になった僕 斎藤あみり（7月25日、ROYAL）
- 挑発パンチラ絶対誘惑ハーレムオフィス 斎藤あみり ローレン花恋 尾崎えりか 流川莉央（8月1日、MARRION）
- おバカだけど、エロ偏差値は天才級。えっちが大好きギャルあみりちゃん。 斎藤あみり（8月22日、ダスッ!）
- ギャルなのに超内気な義妹を連日チクハラしてたら超敏感早漏体質になってイキまくり! 下品な顔でイキまくる変態女子に豹変。 斎藤あみり（8月22日、ROYAL）
- 憧れのラウンジ嬢・あみりさんから、都合の良い時だけ逆オナホ（差出用の代役チ○ポ）として呼び出されて、愛のない痴女フェラチオで期待ハズレな【役立たず射精】でガッカリされ続けた。（9月12日、グローリークエスト）
- ギャルの誘惑に理性を失った僕は絶対に手を出してはいけない生徒なのに何度も、何度も、中出しセックスしてしまった… 斎藤あみり（9月19日、kira☆kira）
- ピンク髪のギャルJ系に監禁されて、ざこざこざぁ～こと罵られて大人のプライドを打ち砕かれて逆レ搾精されまくった 斎藤あみり（9月19日、かぐや姫Pt/妄想族）
- 彼氏が2日間旅行で家を空けるというので、彼氏の親友に二夜使い果たして朝陽が昇っても痴女り続けた記録。 斎藤あみり（9月26日、ダスッ!）
- ノーが言えない。家政婦さんの無自覚な誘惑 ホスピタリティ抜群 射精後の精子も丁寧にお掃除 ゴム無デカケツ生ハメOK! 斎藤あみり（9月26日、ROYAL）
- 高身長! 細腰くびれ! スラっと美脚! エロかわ露出コスチュームで褒めちぎりスレンダー秘書神奉仕ハーレム 胡桃さくら 斎藤あみり 星宮菜奈（10月3日、kawaii*）
- 逆バニーDE泡姫桃源郷 泡と愛情でお客様の敏感な所をじっくり丁寧に洗いつくす 斎藤あみり（10月10日、MAX-A）
- 彼女催眠 実写版 ちゃんよた 斎藤あみり 渚みつき（10月10日、Hunter）
- 入院生活が長すぎて無防備な新人ナースのぱつぱつスケパン尻で毎日勃起してしまう僕 5（10月12日、LEO）
- メンズエステで中出しまでさせてくれる痴女お姉さんはガチ恋営業chu 斎藤あみり（10月24日、ダスッ!）
- 校則違反ミニスカJ系ギャルをスクワット説教! またがり空気椅子で勃起チ〇ポを押し付けパンツ布越しブッ刺し突き上げ騎乗位で分からせてヤった! 斎藤あみり（11月7日、MOODYZ）
- 無限射精 小悪魔痴女メンズエステ 斎藤あみり（11月7日、MAX-A）
- ヤリマンワゴンが行く!! ハプニング ア ゴーゴー!! 斎藤あみりとリズの珍道中 Z世代女優のカリスマと原宿ナマ姦ドライブ! スレンダー美女の超絶テクでHYPER精搾取!（11月7日、桃太郎映像出版）
- ラッキーな胸チラを発見し、気づかれないように見てたけど、やっぱりバレてた?! 26 ～ヨガインストラクター編～（11月9日、LEO）
- 入り浸りギャルにま○こ使わせて貰う話 実写版 同人売上15万部突破! FANZA同人ランキング3冠達成! 空前の大ヒット作品を実写化! 斎藤あみり（12月5日、MOODYZ）[23]
- 斎藤あみりの凄テクを我慢できれば生★中出しSEX！（12月5日、ワンズファクトリー）
- レズマジックミラー号 彼氏とのエッチが不満な女子大生が人生初のレズクンニで恥じらい絶頂! 女だからわかるイキツボ責めでレズ開発され愛液がダラダラ止まらない!（12月7日、ナチュラルハイ）
- 純粋な優等生は不良ギャルとのエビ反りキメセクでレズ堕ちしました。 斎藤あみり 倉本すみれ（12月12日、ダスッ!）
- パパ活で稼いでるだけのくせに弱者男性を完全に見下している人気インフルエンサー女 クソ生意気でムカついたので腹いせに●して人生滅茶苦茶にしてやります。 斎藤あみり 椿りか（12月12日、ROOKIE）
- 妄想Hハイスクール 魅惑のカラダ & テクニックでボクだけに優しく性指導してくれる全裸女教師とのトリプル痴女イキまくり学園性活 斎藤あみり 百永さりな 美園和花（12月12日、Million）
- 限界突破! 媚薬で意識がぶっ飛ぶほどイカされまくる最高潮キメセクFUCK 斎藤あみり（12月16日、MAXING）

- 社員旅行で女子部屋に誘われ相部屋! ダメダメおやじの僕の絶倫がイケイケ女子たちにドハマりしてハーレム喰べされ続けた一夜 乙アリス 斎藤あみり さつき芽衣（1月2日、kawaii*）
- 潜入!! 噂のリンパマッサージ店 19 「裏オプション、いかがなさいますか?」（1月5日、LEO）
- 素人娘の全裸図鑑 33  今時の女の子12名が恥らいながら脱衣していく様子をじっくり撮影した、変態紳士のためのヘアヌードコレクション（1月23日、かぐや姫Pt/妄想族）
- 産婦人科痴漢!! 21 何も知らない若妻に治療と称して中出しまでっ!!（2月8日、LEO）
- リンパマッサージでガマンできずに綺麗なおねえさんのカラダを強引に弄りまくってたら感じてるようだったのでダメ元でお願いしたらヤラせてくれたッ!! 6（2月8日、LEO）
- 「繁殖のためのエッチより本能的なエッチがしたいの♡」 旦那と妊活中の元カノに再会したらまるで性獣のように求められ何回も中出ししまくった あみり (26歳)（2月22日、コスモス映像）
- 変態スポコス美少女 放課後緊縛虐め調教 斎藤あみり（3月12日、グローリークエスト）
- 素人ナンパでセンズリ鑑賞18 見るだけでいいんです! だからちょっと僕のチ●ポ見てもらえませんか?（3月12日、かぐや姫Pt/妄想族）
- 人妻かたりかけ11人! 吸引クンニバイブ 舌舐めクリ無限イキ高揚オナニー Vol.2（3月15日、ロータス）
- シロウト女子図鑑 真正中出しナンパ! 凄腕ナンパ師のHOWtoトークを完全収録! タダマン狙う男のバイブル! 【4人収録全員クソエロかわいい保証】（3月22日、赤面女子）
- 斎藤あみり 未公開完全撮り下ろしSEX & スーパーベストBOX 704分 4枚組（3月26日、セレブの友）※単体ベスト（未公開映像収録）
- たった7時間2人っきりにしてみたら… 結果、10発セックスしてました。 斎藤あみり（4月5日、ドリームチケット）
- DAS1 GIRLS MEMORIES 斎藤あみり PREMIUM BEST（4月9日、ダスッ!）※単体ベスト
- 都内某所のビル・マンション内で秘密裏に営業しているエステでは旦那に内緒で過激マイクロビキニでM男イジメ!! こっそりナマ挿入して男をイカせる非合法人妻エステに潜入!!（4月9日、SCOOP）
- 素人なのにディルドオナニーで激しく感じちゃう一般人娘 12（4月16日、かぐや姫Pt/妄想族）
- 男の娘っておちんちん責められるとアヘ顔晒すからさらに痴女ってヘブンにさせてやるからな! 小鳥遊花音 斎藤あみり 百永さりな（5月28日、ダスッ!）
- セクハラママさんバレー! 8 ハイレグブルマ姿の人妻9人が挑む過酷なエロトレーニング（5月28日、かぐや姫Pt/妄想族）
- 【個撮】どこでもフェラ 15 11人（6月18日、かぐや姫Pt/妄想族）
- スレンダー巨乳の義姉の誘惑に蝕まれ、快楽堕ちしていく兄妹。 斎藤あみり 胡桃さくら（6月25日、ROYAL）
- 超生意気なパパ活女子に媚薬を飲まして中出しセックスする鬼畜オヤジたちのハメ撮りマル秘映像集!（9月24日、セレブの友）
- 若いチ〇ポをむさぼり、中出し搾精する淫乱人妻のママ活性活映像集!（10月8日、セレブの友）
- やることなすこと完全合意の即ハメおねだりメイド 斎藤あみり（12月20日、h.m.p）
- 【自撮り】どこでもオナ6 露出癖アリ変態素人10名 ファミレス・非常階段・公衆トイレ等の自宅外で全裸自慰（12月24日、S級素人）

- マゾコスプレイヤー変態調教撮影会 斎藤あみり（1月5日、プラネットプラス）
- 部屋の内見に付き添ってくれた不動産屋のOLさん ブリンブリンの巨尻が気になって部屋が目に入りません! 斎藤あみり（1月7日、ミセスの素顔/エマニエル）
- 顔でシコれる令和No.1最強Kawaiiギャル斎藤あみり8時間BEST（1つ28日、ROYAL）※単体ベスト
- 留年回避のため… WギャルJ系の淫語ハァハァ囁き奪い合いハーレムで15発ブッコ抜かれたボク。 春陽モカ 斎藤あみり（1月28日、痴女ヘブン）[24]
- 1日中セックスしよッ! 朝から晩まで、いつでもどこでも本能のままSEX三昧!! 斎藤あみり（2月4日、MAX-A）[25]
- おま●この形状まるわかり! 薄いパンツの上からマン汁ぬるぬる透けオナニー 14（2月11日、かぐや姫Pt/妄想族）
- いちゃKISS甘あまレズデート。夜が全て忘れさせる前に唾液を絡めてスキを伝えて、キミの体温も愛液も愛しくて。世界に必要なのは私たち2人だけ。 胡桃さくら 斎藤あみり（2月25日、ダスッ!）
- 淫口 咥えたチ〇コは数万本!? 凄テクフェラチオで止まらない射精!! 斎藤あみり（3月4日、MAX-A）
- 久しぶりに会った幼馴染がめちゃくちゃギャルでビッチになっていて僕のチ〇ポをディルド代わりに無許可で何度も生ハメさせられた。 斎藤あみり（3月4日、BeFree）
- 「パコってやるから元気だしなよ?」 オタクに優しい同級生の令和ギャルが落ち込む陰キャの僕に生ハメOK20発 斎藤あみり（3月18日、MOODYZ）
- スペンス乳腺開発クリニック 斎藤あみり（3月18日、OPPAI）
- セクハラママさんバレー! 12 ハイレグブルマ姿の人妻10人が挑む過酷なエロトレーニング（3月25日、かぐや姫Pt/妄想族）
- 対戦相手は巨根AV男優!? 罰ゲームは即ハメ生中出し! かわいすぎるシロウト女子大生が必死にイキ耐える 凄いテク我慢ゲームにチャレンジ! 6（4月10日、アイエナジー）
- おチンチンナメてあげるから彼氏のフリしてくんない…? 両親からの結婚プレッシャーをさけるため普段は塩対応なバイト先ギャルの1日彼氏になったボク。 斎藤あみり（4月15日、MOODYZ）[22]
- 陰キャ教育実習生のボクをバカにする生意気なギャルをわからせる 有村のぞみ 瀬那ルミナ 斎藤あみり（4月25日、TMA）
- いつでもヤラせてくれるお股ゆるゆる系お姉さん（5月13日、グローリークエスト）
- エグいほど下品な舐めしゃぶりギャル Amiri（6月17日、kira☆kira）※「Amiri」名義
- 素人女子大生が高額バイト代につられてヌードデッサンモデルに! マ〇コのビラビラまで丁寧に描かれる羞恥にマ〇コはグッショリ! 生で挿入されてイキまくり! 9（7月10日、アイエナジー）
- 夫のいない昼下がり… 日課のオナニーを見られ隣人の絶倫生チ○ポで毎日ガン突きされ快楽堕ちした人妻 斎藤あみり（8月8日、人妻花園劇場）
- 我慢汁ドクドク精子ドバドバ スレンダーボディと小悪魔淫語で連続ヌキしてくれるギャル痴女回春エステ（8月19日、kira☆kira）

### アダルトVR
- 天井特化アングルVR ～0秒から始まる斎藤あみり伝説～（6月15日、KMPVR）
- コンカフェ嬢のアフターキメセクハードピストンVR!! 顔面偏差値90オーバー・あみりちゃんのキメ顔エクスタシーを適正距離 & 高画質でひとりじめSPECIAL!! 斎藤あみり（6月29日、MOODYZ）
- 顔面特化アングルVR ～新卒の後輩と残業終わりに相性抜群な不倫SEX編～ 斎藤あみり（6月29日、KMPVR）
- 結婚間近の兄貴の彼女がほろ酔い状態で部屋を間違え入ってくるなり襲ってきた…【早漏童貞のボクはされるがまま即暴発中出し!】弟だと気づいたけど小悪魔笑みを浮かべ女の全てを教えてくれた【挟射・中出し4発射】 斎藤あみり（6月29日、KMPVR）
- このギャル、俺の乳首係り ver.VR 斎藤あみり（7月1日、ドリームチケット）
- 世にも稀な美少女がカラダとクチビルで織りなす性感愛撫 100％オトコを虜にするJDヘルス 斎藤あみり（7月8日、KMPVR-bibi-）
- W最強顔面コンビ!! 地元で仲良しだった倦怠期中の彼女の友達。そんな二人から問い詰められ、勃起してしまった事で小悪魔的に誘惑・囁かれ見つめられながら抜かれまくったボク 白桃はな 斎藤あみり（7月15日、unfinished）
- 地雷系女子VR ～悲劇のヒロインあみりちゃん～ 斎藤あみり（8月1日、KMPVR）
- モザイクなしのフェラでヌイてね（8月14日、KMPVR）
- 相部屋 × 美人部下 × 筆おろし 全肯定アゲマンとの最高すぎる童貞卒業体験 斎藤あみり（8月17日、kawaii*）
- 腋の下を見せてあげるからオナニーしてね（8月26日、KMPVR）
- 元お嬢様は涙を浮かべながらご奉仕をして恥辱に染まって堕ちてゆく… 斎藤あみり（8月30日、KMPVR）
- ヌル透けの女の子は好きですか?（9月30日、KMPVR）
- 顔面特化アングルVR × 地雷系女子 ～もう逃げられない共依存メンヘラSEX～ 斎藤あみり（10月4日、KMPVR）
- べろはモザイクがかからない性器（10月9日、KMPVR）
- 足裏特化VR（10月21日、KMPVR）

- サキュバスVR 斎藤あみり（1月1日、KMPVR）
- 体育祭終わりの浮かれ気分なギャル2人にノリノリで痴女られ後夜祭の裏で何度もパコられ中出ししまくった 斎藤あみり 木下ひまり（2月28日、アリスJAPAN）
- 繁華街雑居ビル内にある現役J系秘密CLUBでは顔面偏差値MAXの美少女たちが絶品舐めテクで男を抜きまくり!? 夜中に営業しているオトナの文化祭に教師のボクが大潜入SPECIAL 倉本すみれ 枢木あおい 斎藤あみり 沙月恵奈 弥生みづき（2月27日、KMPVR-bibi-）
- 3DVR 本サロレストラン 16 斎藤あみり（3月6日、FS.KnightsVisual）
- チラリズムVR ～何気ない日常に存在する背徳感～（3月24日、KMPVR）
- 地元で一番怖い先輩の彼女が僕の布団に潜り込んできて… 隣で寝てる先輩にバレたら人生終わりのハラハラ超密着こっそりSEX 斎藤あみり（3月31日、アリスJAPAN）
- 乳首集中責めVR（3月31日、KMPVR）
- ずっと見つめながら手コキしてあげる♡（4月2日、KMPVR）
- 舐めてあげるから、いっぱいシコってね♡（4月15日、KMPVR）
- 天使か? 悪魔か? 緩急自在の焦らしテクに完全に骨抜きにされる二刀流責め快感部屋 斎藤あみり（4月22日、KMPVR）
- 《領域展開 / 地面特化 × 天井特化》 究極3P密着サンドイッチセックス。友達に無理やり連れて行かれた渋谷のクラブでギャルたちに囲まれて終電から始発まで絞り尽きるまで夜更かし絶頂搾取。斎藤あみり 琴石ゆめる（4月24日、SODクリエイト）
- 教師の俺が制服リフレに発散しにいったら… 問題児の教え子ギャルJ系を指名しちゃった!  小悪魔囁き淫語で大人をからかうニヤニヤ誘惑! 禁断の裏オプ中出しSEX体験VR!  斎藤あみり（6月13日、PREMIUM）
- 私があなたのオナニーを手伝ってあげるよ♡（6月26日、KMPVR）
- 「オジサン… 私とベロキスしよ」 制服ギャルの唾液たっぷりキスキス騎乗位で痴女られちゃったボク…VR 10射精 斎藤あみり（7月11日、痴女ヘブン）
- 顔舐め大好きなボクに美顔メイドが唾液ダラダラで舐め奉仕してくれる舐め特化8KVR 斎藤あみり（7月12日、レゾレボVR）
- イジメから救ってくれたヤリマンギャルJ●は僕を都合のいいチ●ポとして酷使。射精してもすぐに勃起させられ、また射精を繰り返される逆3P学園生活!! 乙アリス 斎藤あみり（8月3日、SODクリエイト）
- 美尻3姉妹に、尻に敷かれている弟の僕。四六時中、ずっーと美尻誘惑で強制勃起させられる夢の射精無制限の尻ハーレム生活 尾崎えりか 斎藤あみり 月野かすみ（9月2日、KMPVR）
- 飲み過ぎた日の翌朝、目を覚ますと部屋には知らないギャルが… 何も覚えていないボクに昨夜の情事を思い出させて朝っぱらから求婚SEX 斎藤あみり（9月9日、KMPVR）
- 寂しがりで甘えんぼな義妹の超密着スキンシップ ヒソヒソ声でこっそりハメる家庭内中出し性活 斎藤あみり（9月29日、KMPVR）
- クラスメートの前ではそっけないのに… 二人きりだとデレ甘しゅきしゅき豹変 呼べばいつでもサセてくれる顔面優勝ギャルカノ 斎藤あみり（10月10日、kawaii*）
- 斎藤あみり × 8K VR! 2SEX収録!!（10月28日、KMPVR）
- 8KVR × kawaii*女学院 ＜アオハル学園編＞ 女子校に赴任した僕にモテ期到来!? 教室で… 保健室で… 体育倉庫で… 性欲が尽きない教え子8人に痴女られ抜かれまくるハーレム逆9P大乱交 西元めいさ 乙アリス 橘メアリー 斎藤あみり 有栖舞衣 渚みつき 千石もなか 倉本すみれ（11月29日、kawaii*）
- 8KVR × kawaii＊女学院 ＜修学旅行編＞ 女子校に赴任した僕の完全モテ期!! 旅行ハイで性欲が尽きない教え子8人に痴女られ抜かれまくるハーレム逆9P大乱交 西元めいさ 乙アリス 橘メアリー 斎藤あみり 有栖舞衣 渚みつき 千石もなか 倉本すみれ（11月29日、kawaii*）
- 【8K超・超高画質VR】【全て完全無制限!】 超絶S級美人による寸止め & 淫語連発の極上サービスフルコース! 【即尺・洗体・エロマッサ!】 濃厚すぎる凄テクご奉仕 & アクメ連発の早漏マ〇コで何度も発射! 【口内射精2発・挟射・中出し3発】生ハメ専門! 孕ませOK! VIP専用会員制ソープランド 斎藤あみり（12月19日、こあらVR）

- 【8Kハーレム】おいでよパコパコ学園祭!! この学校には’裏’の出し物があった!? クラスの顔面ビジュアル最高峰の5人の制服美少女と乱痴気ヤリまくり絶頂FESTIVAL 新井リマ 尾崎えりか 斎藤あみり 百瀬あすか 蘭々（2月23日、KMPVR-彩-）
- フェラチオ顔でシコシコしてね（3月2日、KMPVR）
- 新世代NO.1GAL -NEW GAL NATION- 斎藤あみり COMPLETE BEST（3月8日、KMPVR）※単体ベスト
- 精飲、ごっくん監禁 拉致された美少女は喉の渇きを潤すために精子を飲み続ける… 斎藤あみり（3月15日、KMPVR）
- 「先生の敏感なチクビ イジメてあげる」乳首舐め手コキ! 囁きチクシャ! スパイダ―騎乗位! 小悪魔不良ギャルの乳首責めで15発もイカされちゃった担任教師のボク 斎藤あみり（3月20日、kawaii*）
- 【終電逃した先輩を家に泊めたらノーパンノーブラ!】 マンチラ姿に興奮し我慢出来なくなった童貞のボクは彼女がいるのに先輩の身体を貪り一晩中イカセてハメ狂った…。顔も身体も完璧なS級の先輩を彼氏から寝盗った一夜だけの【口内射精・中出し4発・顔射】 NTR浮気SEX! 斎藤あみり（3月23日、こあらVR）
- 射精しても抜かずに腰振られ精液愛液ごちゃ混ぜマ○コがグッチョヌッチャ卑猥音を奏でる汁だく杭打ちピストンで搾精されまくり抜かずの生中出し10連発【射精前～中～後ずっと至近距離で見つめ合い特化】 斎藤あみり（3月31日、アリスJAPAN）
- 幼馴染ギャルの無防備すぎるパンチラに我慢できずに襲ってしまった僕だったが… あえなく中出し暴発! 早漏暴発を誤魔化すため延長ピストンのつもりがそのまま追い打ち中出し!! 斎藤あみり（4月11日、SODクリエイト）
- 一瞬で僕をオスにさせてしまう運動コス3シチュエーション 見た目ギャルなのに身体能力もヌキテクも高すぎる3部活掛け持ち生徒の個人顧問になった僕は… 斎藤あみり（4月20日、KMPVR-彩-）
- 義姉の誘惑ランジェリーに魅せられて… 思わず勃起してしまった僕のチ●ポを捕食するドエロい義姉 斎藤あみり（5月9日、SODクリエイト）
- ゲリラ豪雨で雨宿りにきた濡れ透けギャルと2人きり… いつもは生意気だけど雷怖がり超密着! 吊り橋効果でイチャ中出しSEX! 斎藤あみり（5月19日、MOODYZ）

- 誰よりも僕を好きでいてくれる彼女と愛が重い同棲ライフ!! ボクの浮気を疑って体内まで独占するヨダレ飲ませ性交 斎藤あみり（2月8日、KMPVR-彩-）
- 【和久井美兎 逆オファー企画作品】「あの人と共演してみたい」みとぴょんが熱望するあの大人気女優と一緒に考えた最強の童貞筆下ろしSEXをやってみよう 和久井美兎 斎藤あみり（2月8日、KMPVR-彩-）
- ピンサロ新人嬢とは思えぬパねぇフェラテクでイカされまくり射精しても丸ごと呑み込むディープスロートに即ビンビンベロレロぐぽじゅぼ超絶フェラで金玉カラになっても止まらず無限延長コース突入 斎藤あみり（2月28日、アリスJAPAN）
- 「1発家賃1ヶ月分でいいっしょ大家さん?」 ずっと家賃滞納してるギャル住人の部屋に乗り込んだら一方的に身体で支払ってきた件 斎藤あみり（3月31日、アリスJAPAN）
- 淫語と射精管理で焦らして抜きまくるピンク髪ギャル風俗VR 長尺100分13射精 斎藤あみり（6月3日、痴女ヘブン）
- 優しすぎる幼馴染の甘キス囁きと全肯定ご奉仕で脳トロ確定甘やかされっぱなしの依存系ハメ堕ちえっち 斎藤あみり（7月6日、KMPVR-彩-）
- ギャル義妹のぷにマン ギャル嫌いの僕がギャル好きに昇格するまで続く、最高のおま●こ誘惑 斎藤あみり（7月20日、KMPVR-彩-）
- 客の年齢層がめちゃ高い地方キャバクラでふらっと来た同年代の客にテンション爆上げNo.1嬢の激ピストンエビ反り絶頂アフター生中出しFUCK 斎藤あみり（8月12日、こあらVR）
- 現役J系秘密クラブ 教師の僕が大潜入SPECIAL ミヅキ & アミリのエロ攻撃がすんごい! 口封じWフェラ & 奇跡のEROERO3P!!!! 斎藤あみり 弥生みづき（8月24日、KMPVR-bibi-）

### アダルト配信
- 【10代ヤリマンギャルが野外オナニー + コスプレ中出しセックス】映えオナニーで男を誘惑するスケベファッションモデル! ケツもおっぱいも一級品! すぐに潮吹いちゃう敏感10代を責め続ける! 床、風呂、ベッドでガンガン突いて奥イキ連発w中出しOK、ノリが良すぎるギャル! その引き締まった美ボディを味わえッ! 【超10代ちゃん NO.5】 あみり 19歳 ファッションモデル（4月23日、プレステージプレミアム）
- 【人気No.1超絶美女キャバ嬢】【給料明細 #05】今話題のズムキャバで荒稼ぎする学生キャバ嬢の実態に迫る!! 顔も体も声も仕草もパーフェクト!! リピート率100%の中毒性高すぎ美少女と、禁断の生ハメ濃密アフターSEX!! あみ 源氏名 あめり 21歳 ズムキャバ嬢（5月7日、SUKEKIYO）
- 『SNS新プロジェクト始動』【バズる為なら誰でもパコる! 極エロインフルエンサーをDM捕獲】【インフルエンサー界最強の美脚スレンダー美女登場】【足コキ・ももコキ・尻コキ凄テク大炸裂】【無類のチ○ポ好きゴクゴク淫汁フェラ】【追撃! 追撃! 大追撃! 超感度インフルエンサーに大量射精3連発】～ヤリモクインフルエンサー #01～ アミリちゃん 21歳 コンカフェ店員（5月21日、プレステージプレミアム）
- 【Wバニー美女とイキ狂う】神尻神回120分SP! 経験人数50 & 60! 合わせて3桁超えの超ヤリマンコンビ登場!! 見どころしかない全編エロス! 何度イッてもチ●コを離さない! 痴女ってヨシ! おねだりしてヨシ! 二人同時に潮吹き!? セックスしすぎてマ●コが閉じないエクスタシーの連続!!? 美女二段重ねでマ●コをダブルで味わえッ! 【エロのスジガネ NO.14】 あみり 21歳 & ひまり 22歳 ノリが良すぎるW神尻バニーガール（5月27日、SUKEKIYO）
- アメちゃん（6月9日、しろうとヤッホー）
- りかちゃん（6月17日、ギャルすたグラム）
- ヌキ無し店なのに… 超過剰サービスで疲労も精子もぶっ飛ぶ!! リピート確定! 搾精メンズエステ ＃9（6月23日、DOC）
- えぃみりー（6月24日、ギャルpay）
- 祝ハシゴ酒100回記念は前人未踏の大大乱交SP!! 4人組一斉お持ち帰りSP!! 【みんな違ってみんなイイ! 全員もれなくド淫乱】×【もはやVRの圧倒的臨場感ッ】酒に酔ったノリでヤリたい放題の酒池肉林ッ! 喘ぎ声とパンパンしか聞こえないハーレム真っ只中におもらし大爆潮するわ全身仰け反り大絶頂するわレズプレイするわでも～エロの大渋滞!!! とんでもないことが起きております!!! 竿に神ギャル4人大集合! プロ男優もヘトヘト、全員エロポテンシャル高すぎて想像を超える怒涛の240分…。始発が出ても限界まで精子を貪り取る!!：朝までハシゴ酒100 in五反田駅周辺 あみり 23歳 / ここな 23歳 / みつき 21歳 / ちゃんるな 21歳 (全員コンカフェ店員)（6月24日、プレステージプレミアム）
- あみちゃん（6月28日、新世代女子）
- ひかりちゃん（6月29日、パコちゃん。）
- 【ぶっかけられても圧倒的ビジュ♪ザーメンすら映えさせるヤリマンJD】お酒に飲まれ、なし崩しで同級生と酔った勢いでナマ性交! 『いつも中出してるもん…♪』自ら膣内誘導にどっぷり中出し! 《J●コス×上目遣い乳首舐め&手コキ》見つめられたら勃起不可避!! 本気ピストンで対抗ガチアクメ→濃厚顔射Finish! 【あまちゅあハメREC＃みさと＃大学生】（7月26日、MOON FORCE）
- あみり（7月30日、Buzzシロウト）
- りん（8月25日、素人参加バラエティ）
- 【登録者数10万人越え! 世界で抜かれる超絶美人Po●n●uber】人気Po●n●uberがマンネリの末、ついに素顔公開ハメ撮りSEX!! マスクが邪魔してあまり見ることが出来なかったキス顔、フェラ顔、イキ顔… etc.そしてピンクのおマ●コまで… 全部さらけ出しちゃいます♪ 上から下までモロ見え中出し性交 初のローション & 電マ攻めに感度上昇! あまりの気持ち良さに白目絶頂→着床確定の追撃膣内射精【しろうとハメ撮り＃あみ＃21歳＃Po●n●uber】（9月14日、MOON FORCE）
- あみり（11月5日、えちえち素人）
- 【体験人数106人の処女!!???】イ●スタにエロい自撮りを載せる、顔面偏差値MAXのラウンドガールをSNSナンパ!! 処女のテイで清純好きのメンズを狩る新手のギャル!! 史上最強のおじさんホイホイ美巨乳イ●スタガールの性態が予想の斜め上にエロ過ぎる!!!【イ●スタやりたガール。】ミキちゃん 20歳 ラウンドガール（11月12日、Janet）
- あみ（11月16日、素人ホイホイ）
- 【モデル体型エロテク重視のヤリマン】待ち合わせの段階で男にナンパされているモテモテっぷり!! 顔S身体SエロさSSSの彼女の売りはすらっと伸びた美しい美脚! その美脚での足コキは極上の快楽! コスプレ2回戦ではたっぷり奥を責め続け、あみりちゃんは中イキしまくりw 最後はもちもちの太ももに我慢できず男魂の大量発射!!! ＜エロい娘限定ヤリマン数珠つなぎ!! ～あなたよりエロい女性を紹介してください～ 114発目＞ あみり 22歳 ガールズバー店員（12月10日、DOC）
- アミリ (ORE-901)（12月14日、俺の素人）

- 【エグい腰使い!! 鬼絶倫・超美麗F乳GAL】上玉にも程がある美麗ギャル・アンナちゃん登場!! 何故だかマトモぶってるけどアナタ完全にビッチだよ! 職場でお仕事終わりに男子は食うわ、経験人数は当たり前に3ケタw  だけど3Pの経験は無い? じゃあ屈強な男優2人にけちょんけちょんして貰おう!! F乳揺らしまくって連続昇天!→もちのロンで特濃なま中出し♪ 小悪魔な雰囲気だけど、ちょっぴりウブなとこがあるのも最高! どエロい!! とにかくSEX! キツマン締め付けてヤリまくる!! このエロ過ぎる腰使い、観てるだけで射精しそう…!! 【ギャルしべ長者 80人目 アンナちゃん】（1月8日、Jackson）
- あみり（1月14日、S-Cute）
- あみり 2（1月28日、S-Cute）
- りり（2月12日、しろうとエチチ.ch）
- 【上目遣いフェラで甘えてくる令和の白ギャルをハメ倒す!】 セフレのことが大好きで献身的なピンク乳首ギャルに水着を着せてハメ撮りSEX! 【フリーター / 献身的白ギャル】みありちゃん（2月23日、ハメタバース）
- あん (askj001)（4月12日、素人ギャラリー）
- あみりん（4月16日、シロウトソシアルクラブ）
- あみ（4月17日、素人ギャラリー）
- アミリ（4月24日、俺の素人-Z-）
- りか（4月26日、密室タクシードライバー）
- 斎藤さん（5月15日、Cullet）
- AMILY（5月16日、素人ホイホイSH）
- あみちん（5月19日、E&POP素人）
- amiry（5月27日、素人ホイホイFriends）
- あや（6月25日、素人ギャラリー）
- あいみ（6月25日、素人ギャラリー）
- アミリちゃん（7月15日、HimeMix）
- あみり（10月27日、Re:Fuck）
- 【某・夢の国のキャスト! 仲良し巨乳コンビ!! 大乱交ハロウィンパーティ】  街中で異彩を放つ極上スタイルなギャル2人組!! しっかり者なスタイル抜群先輩ギャル・ランちゃん! おっとり系の爆乳えちえち後輩ギャル・シーちゃん! え!? 夢の国で働いてるの?! 2人とも服の上からでも圧巻スタイル! なんだけど脱がすとおっぱいがマジでキレイ! 用意したデカチンをねっとり濃厚Wフェラ抜き→ホテルに着くなり速攻4P! イキまくり! ハメまくり! もちのロンで特濃なま中出し♪ 友情の一線超えちゃうレズプレイで2人とも大絶頂!! 負けじと追いハメ!! ハロウィンの夜にド変態すぎる小悪魔サキュバスが2人! 連れられて来た夢の国はメチャクチャえっちだった!!! 【ギャルしべ長者SP ラン & シー】（10月31日、Jackson）
- みありちゃん（12月30日、ハメタバース）

- S・A (oreco640)（3月10日、俺の素人-Z-）
- 某携帯ショップスタッフAさん (oremo157)（3月12日、俺の素人-Z-）
- まいちん (hrmp009)（3月26日、平成浪漫ポルノ）
- アミリさん (gerk583)（4月6日、ゲリラ）
- AMIRI (beer009)（5月28日、とりあえずナマで!）

- あみり (gdrt053)（7月4日、ぎがdeれいん）
- A (gtwy010)（7月23日、パコなまゲートウェ～イ）

### イメージビデオ
- Amiri latesummer Amirism 斎藤あみり（2020年10月22日、REbecca）
- Amiri2 summertime lover 斎藤あみり（2021年9月10日、REbecca）
- Amiri3 Colourful glitter 斎藤あみり（2022年2月17日、REbecca）

### 写真集
- Sensual（2021年8月19日、双葉社、撮影：冨貴塚宏樹）ISBN 978-4-575-31645-2 [26]

### デジタル写真集
- PRESTIGE POSE MESSAGE 斎藤あみり 01（11月6日、プレステージ出版）
- PRESTIGE POSE MESSAGE 斎藤あみり 02（11月13日、プレステージ出版）

- Sensitive 斎藤あみり（3月5日、プレステージ出版、撮影：C:TAKERU）※【グラビア写真集】と【ヌード写真集】の2種類あり。
- PRESTIGE POSE MESSAGE 斎藤あみり 03（7月30日、プレステージ出版）
- PRESTIGE POSE MESSAGE 斎藤あみり 04（9月17日、プレステージ出版）
- PRESTIGE POSE MESSAGE 斎藤あみり 05（10月29日、プレステージ出版）

- PRESTIGE POSE MESSAGE 斎藤あみり 06（4月29日、プレステージ出版）
- PRESTIGE POSE MESSAGE 斎藤あみり 07（10月14 日、プレステージ出版）
- 逆バニーガール神7 週刊ポストデジタル写真集（12月28日、小学館、撮影：坂本哲也）※芸能事務所「ティーパワーズ」所属女優7名によるデジタル写真集[27]。

- PRESTIGE POSE MESSAGE 斎藤あみり 08（1月13日、プレステージ出版）
- PRESTIGE POSE MESSAGE 斎藤あみり 09（9月1日、プレステージ出版）
- トリプルHAPPYキャンペーン2023電子ふぉとぶっく（9月8日、FANZA BEAUTY COLLECTION）※FANZA『トリプルHAPPYキャンペーン2023』オリジナルフォトブック。キャンペーンガール10名の写真を収録。FANZA限定配信。
- 絶対的スーパーナチュラルポーズブック 斎藤あみり（10月20日、プレステージ出版、撮影：渡辺凌）

- 絶対的バラエティポーズブック 斎藤あみり（7月5日、プレステージ出版、撮影：渡辺凌）

- 絶対的透け透けテカテカポーズブック 斎藤あみり（1月24日、プレステージ出版、撮影：渡辺凌）

## その他製品

### カレンダー
- 斎藤あみり 2022年カレンダー（2021年11月6日、トライエックス）

### アダルトグッズ
オナホール
- オ・ン・ナ♀ざかり、ヤリ放題。斎藤あみり（2025年3月12日、JAPAN-TOYZ）

## 出演

### テレビ
- ケンコバのバコバコテレビ（2020年1月 - 、サンテレビ）
- 魚拓と成瀬のツキとスッポンぽん #418,#419（2022年9月4日,11日、パチ・スロ サイトセブンTV）